# Carlton Lemke
Pour les articles homonymes, voir Lemke.
Carlton Edward Lemke (1920-2004), est un mathématicien américain.

## Formation et carrière
Lemke a fait la 2ème guerre mondiale dans la 82e division aéroportée. Puis avec une bourse de GI, Lemke a obtenu son diplôme de premier cycle en 1949 à l'Université d'État de New York à Buffalo en 1953, puis le PhD sous la direction d'Abraham Charnes de l'Université Carnegie-Mellon (alors Carnegie Institute of Technology), avec une thèse intitulée « Extremal problem in Linear Inequalities ». De 1952 à 1954, il est instructeur au Carnegie Institute of Technology et en 1954-1955 au laboratoire d’énergie atomique de Knoll à General Electric. En 1955/56, il est ingénieur à la Radio Corporation of America, dans le New Jersey. Il est depuis 1956 professeur adjoint puis professeur à l'Institut polytechnique Rensselaer. Depuis 1967, il était professeur Fondation Ford de mathématiques. 

## Travaux
Il s'est occupé d'algèbre, de programmation mathématique, de recherche opérationnelle et de statistiques. Lemke publie en 1954, indépendamment de Martin Beale (en) la méthode du simplexe duale. 
En 1962 il a résolu le problème de programmation quadratique convexe avec une nouvelle méthode du simplex utilisant un schema de pivotage complémentaire qui avec une variable artificielle  ajoutée {\displaystyle z_{0}} ('Lemke start') aux variables primales {\displaystyle {\overrightarrow {x}}} donne à chaque itération:  
{\displaystyle {\overrightarrow {x}}\cdot {\overrightarrow {u}}=x_{r}u_{r}>0}, primale {\displaystyle {\overrightarrow {x}}>={\overrightarrow {0}}} réalisable et duale {\displaystyle {\overrightarrow {u}}>={\overrightarrow {0}}}  réalisable. La variable artificielle  {\displaystyle z_{0}>0} sort de la base (devient {\displaystyle =0}) à l'optimum. Cette méthode est utilisée pour sa preuve constructive proof(1964) que le nombre d'équilibres de Nash( jeux finis à 2 matrices) est impair.
Il est également connu en théorie des jeux. La preuve initiale de John Forbes Nash concernant l'existence d'équilibres de Nash dans la théorie des jeux n'était pas constructive. C'est seulement en 1964 que Lemke et JT Howson  élaborent un algorithme pour le cas des jeux finis à deux personnes.  

## Prix et distinctions
Lemke a reçu en 1978 avec Nash le prix de théorie John-von-Neumann.

## Sélection de publications
- Lemke, Carlton E. « The dual method of solving the linear programming problem », Naval Research Logistics Quarterly, Vol. 1, 1954, pp. 36-47
- Lemke C. E. A Method of Solution for Quadratic Programs, Management Science, 8(4),1962,pp.  442-453
- Lemke, Carlton E. et J. T. Howson. « Equilibrium points of bimatrix games », Journal of the SIAM, Volume 12, 1964, pp. 413-423